# Naruto (Tokushima)
Naruto (鳴門市 -shi) é uma cidade japonesa localizada na província de Tokushima.
Em 2003 a cidade tinha uma população estimada em 64 257 habitantes e uma densidade populacional de 474,40 h/km². Tem uma área total de 135,45 km².
Recebeu o estatuto de cidade a 15 de Março de 1947.
Uma das atrações é a famosa whirlpools Naruto [1] entre Naruto e Ilha Awaji em Hyogo, no Japão.
Naruto tem o estádio de futebol profissional da equipe de Tokushima Vortis.
Ryōzenji e Gokurakuji, os dois primeiros dos 88 templos da peregrinação Shikoku, está em Naruto.

## Cidades-irmãs
- Lüneburg, Alemanha (desde 1974)
- Kiryu, Japão (desde 1980)
- Aizuwakamatsu, Japão (desde 1999)